# نايف الكويتي
نايف عبد الحميد الكويتي (21 أغسطس 1987) لاعب كرة قدم بحريني يلعب حاليا لصالح نادي الدرجة الأولى الحد البحريني في مركز المهاجم من 2005 كما يجيد اللعب في المراكز الوسط المهاجم والجناح الأيمن والأيسر.

## العقد المالي
تبلغ قيمة شراء عقده السوقية 1200 دينار بحريني (حوالي 3200 دولار أمريكي) ويرتبط بعقد احترافي مع نادي الحد يحصل بموجبه على 350 دينار بحريني (925 دولار أمريكي) شهريا.

## الإنجازات
- الدرجة الأولى (1): 2016
- كأس ملك البحرين (1): 2015